# Welt der Abenteuer
Welt der Abenteuer – Meisterwerke der Spannung ist eine 33-bändige Buchreihe, die von 1963 bis 1971 im Karl-May-Verlag erschien. Sie verbindet Schifffahrts-, Spionage-, Kriminal- und Westernromane miteinander und wurde von insgesamt 13 verschiedenen Autoren verfasst.

## Werke
Die Zahlen in den Klammern geben das Erscheinungsjahr innerhalb dieser Buchreihe an.
- Autor Berndt Guben (Karl-Heinz Berndt)

- El Silbador (Der Pfeifer I) (1966)
- Kerker und Ketten (Der Pfeifer II) (1966)
- Der Erbe des Radscha (Der Pfeifer III) (1967)
- Piratenblut (Der Pfeifer IV) (1967)
- Die Schatzhöhle (Der Pfeifer V) (1968)
- Tödliche Feindschaft (Der Pfeifer VI) (1968)

- Autor Tex Harding

- Dschungelgold (1967)

- Autor Robert Kraft

- Goldschiff und Vulkan (1963)
- Die Sturmbraut (Wir Seezigeuner I) (1964)
- Der Kommodore (Wir Seezigeuner II) (1966)
- Blockadebrecher (Wir Seezigeuner III) (1966)
- Der Klabautermann (Wir Seezigeuner IV) (1968)

- Autor Charles Sealsfield

- Das blutige Blockhaus (1965)

- Autor Karl Reiche

- Die Teufelsmühle im Orinoco (1966)

- Autor Sir John Retcliffe

- Nena Sahib I (1963)
- Nena Sahib II (1963)
- Die Abenteurer (1964)
- Goldfieber (1964)

- Autor Willi Meinck

- Marco Polo I (1967)
- Marco Polo II (1967)

- Autor Wolfgang Schreyer

- Fremder im Paradies (1971)

- Autor Robert Arden

- Sergeant Berry (1966)
- Gold in New Frisco (1967)
- Buck schießt zuviel (1967)
- Episode in Texas (1968)
- Die Jacht Isabel (1968)

- Autor Gabriel Ferry

- Der Letzte der Kaziken (1965)
- Wildes Mexico (1966)

- Autor James Fenimore Cooper

- Der Spion (1964)
- Der Bienenjäger (1965)

- Autor Elliott Arnold

- Cochise (1964)
- Blutsbrüder (1964)

- Autorin Mari Sandoz

- Cheyenne (1965)

## Ausstattungsvarianten
Die Buchreihe Welt der Abenteuer ist in verschiedenen Ausstattungsvarianten erschienen. Der Grund dafür waren wahrscheinlich immense Absatzschwierigkeiten seit Beginn der 70er Jahre, die den Verlag veranlassten, noch nicht eingebundene Buchblocks an den Stuttgarter Unipart-Verlag zu verkaufen, der diese in einem günstigeren Einband herausgab. Einige Bände erschienen zudem unter dem Namen des Bamberger Ustad-Verlags, einer Tochterfirma des Karl-May-Verlags.
Ausstattungsvarianten:
- Originalausgabe: Roter Ganzleineneinband mit Goldprägung und aufmontiertem farbigen Titelbild, goldenes Schild und Jugendstilornamente auf dem Rücken (wie die grünen Karl-May-Bände): Erschienen sind in dieser Variante alle Bände bis auf Fremder im Paradies.

- sog. "Kaufhaus"-Ausgabe des Unipart-Verlags: Grüner (bzw. brauner) Pappeinband mit farbigem Titelbild: Erschienen sind in dieser Variante Episode in Texas, Buck schießt zuviel, Die Jacht Isabel, Dschungelgold, Der Letzte der Kaziken, Die Teufelsmühle im Orinoco, Gold in New Frisco, Sergeant Berry, Der Bienenjäger, Marco Polo I+II, Wildes Mexico, Fremder im Paradies, Wir Seezigeuner II-IV, Das blutige Blockhaus, Die Abenteurer sowie Der Pfeifer I-VI, Goldfieber.

- "Bunte Ausgabe" des Ustad-Verlags: Einfarbiger Ganzleineneinband mit schwarzer Blindprägung und aufmontiertem farbigen Titelbild, das goldene Schild ist nur durch schwarze Umrisse angedeutet, die Jugendstilverzierungen fehlen: Erschienen sind in dieser Variante Dschungelgold (braunes Leinen), Die Jacht Isabel (hellrotes Leinen), Fremder im Paradies (blaues Leinen).

- Originalausgabe mit Umschlag: Roter Ganzleineneinband mit goldenem Schild und Jugendstilornamenten auf dem Rücken, ein Titelbild fehlt, stattdessen ist das Buch in einen illustrierten Papierumschlag gewickelt und entspricht damit äußerlich den von 1968 bis 1969 erschienenen Historischen Romanen des Ustad-Verlags: Erschienen ist in dieser Variante Die Jacht Isabel.

- "Testausgabe in weißem Leinen": Weißer Pappeinband in Leinenstruktur mit Goldprägung, goldenem Schild und Jugendstilornamenten auf dem Rücken, mit aufmontiertem Deckelbild: Erschienen sind in dieser Variante Piratenblut und Tödliche Feindschaft. Es handelt sich hierbei um eine Kleinstbindequote, die Joachim Schmid, der Herausgeber beider Bände, für seine eigene Sammlung produzieren ließ. Die meisten Exemplare gelangten durch Verkäufe und Schenkungen in Sammlerhände.

## Historische Romane
In den Jahren 1968 und 1969 erschienen im Karl-May- bzw. Ustad-Verlag acht weitere Romane, die sich optisch von der Reihe Welt der Abenteuer klar unterschieden. Anscheinend wollte man sowohl diese als auch alle noch folgenden Abenteuerromane in einem zeitgemäßeren Einband (einfarbiges Ganzleinen mit illustriertem Papierumschlag, Großformat; Die Inseln des Käptn Kidd in Efalin mit illustriertem Papierumschlag, Kleinformat) herausgeben. 1971 kehrte man jedoch wieder zur alten Reihe zurück.
In späteren Werbeprospekten wurden Welt der Abenteuer und die sog. Historischen Romane (wobei es sich bei dem zuletzt erschienenen Band von Robert Arden um kein Werk dieses Genres handelt) häufig zusammen unter dem Namen Meisterwerke der Spannung – Unterhaltung für jung und alt angeboten.
- Autorin I. L. Harrisson

- Die Ketzerin (1968)

- Autor Sir John Retcliffe

- Die Wölfin von Skadar (1968)
- Um das Schwarze Meer (1968)
- Sewastopol (1968)

(Unter dem Titel Der Krimkrieg I-III auch im Schuber erhältlich gewesen)
- Autor Frank Cornel

- Kopfjäger (1969)

- Autor Otto Ruppius

- Der Pedlar und sein Vermächtnis (1969)

- Autor Kurt David

- Dschingis Chan (1969)

- Autor Robert Arden

- Die Inseln des Käptn Kidd (1969)

Von den ersten sechs Romanen dieser Reihe erschien gegen Anfang der Achtzigerjahre ebenfalls eine günstige "Kaufhaus"-Ausgabe.

## Die Augen der Sphinx
Nachdem 1971 im Ustad-Verlag ein letzter Band, Fremder im Paradies, erschienen war, wurde die Reihe mangels Erfolgs eingestellt. Bis in die Neunzigerjahre war jedoch ein Großteil der 33 Bände weiterhin im Handel erhältlich, Sergeant Berry und Die Sturmbraut haben sich sogar bis auf den heutigen Tag nicht vollständig verkauft.
Bereits 1996 schien der KMV jedoch das Debakel mit Welt der Abenteuer vergessen zu haben, denn er unternahm einen erneuten, abermals mehr oder weniger erfolglosen Versuch, Autoren wie Robert Kraft oder Werner Legère einem größeren Lesepublikum nahezubringen. In der einfach ausgestatteten Buchreihe Die Augen der Sphinx, die in der Edition Ustad erschien, einem Imprint, für das man den Namen des nicht mehr existierenden Ustad-Verlages revitalisierte, wurden folgende Bände veröffentlicht:
- Autor Robert Kraft

- Die Nihilit-Expedition (1996)
- Die Wildschützen vom Kilimandscharo (1996)
- Die Rätsel von Garden Hall (1996)
- Die neue Erde (1996)

(Unter dem Titel Die Augen der Sphinx auch im Schuber erhältlich)
- König König (1997)

- Autor Friedrich Gerstäcker

- Der Flatbootmann und andere Erzählungen (1997)

- Autor Werner Legère

- Unter Korsaren verschollen (1997)
- Die Nacht von Santa Rita (1997)

Außerhalb der Augen der Sphinx erschien in der Edition Ustad 2003 eine Lizenzausgabe von Felix Dahns Ein Kampf um Rom.